# Emily J. Harding
Emily J. Harding (1850-1940) est une artiste, illustratrice et suffragette britannique. Elle est membre de l'Artists' Suffrage League (en). 

## Biographie

### Jeunesse
Emily Jane Harding Andrews est née en 1850 à Bristol, en Angleterre. Elle est l'aînée d'une famille de sept enfants issus de Thomas Giles Harding (1827-1899), voyageur de commerce et sa femme  Rosa Jane (née May). Elle étudie au Clifton Ladies' College et à l'école d'Arts de Bristol.

### Carrière
Au début de sa carrière, elle se spécialise dans les miniatures. L'une d'entre elles est présentée à l'exposition de la Royal Academy, en 1877. Au milieu des années 1880, Harding se consacre à l'illustration, souvent de livres pour enfants, dont Hand in Hand in Children's Land (1887) de S. et E. Lecky, The Little Ladies (1890) de Helen Milman, Merry Moments (1892) de Rose E. May, et The Disagreeable Duke (1894) d'Eleanor Davenport Adams. Elle utilise généralement son nom de jeune fille, bien qu'il existe des exceptions. Sa traduction et ses illustrations pour Fairy Tales of the Slav Peasants and Herdsmen sont toujours imprimées.
Harding s'est impliquée dans l'Artists' Suffrage League (en), en concevant des affiches pour la cause,. Elle  cosigne une lettre au rédacteur en chef de The Guardian, en 1908, dénonçant le recours à la violence physique contre les militants, aux côtés d'une autre artiste et suffragette, Mary Sargant Florence.

## Vie personnelle
En 1879, elle épouse un autre artiste, Edward William Andrews. Le mari de Harding meurt en 1915, et elle finit par émigrer en Australie. Elle meurt en 1940 dans le comté de Sutherland.

## Galerie

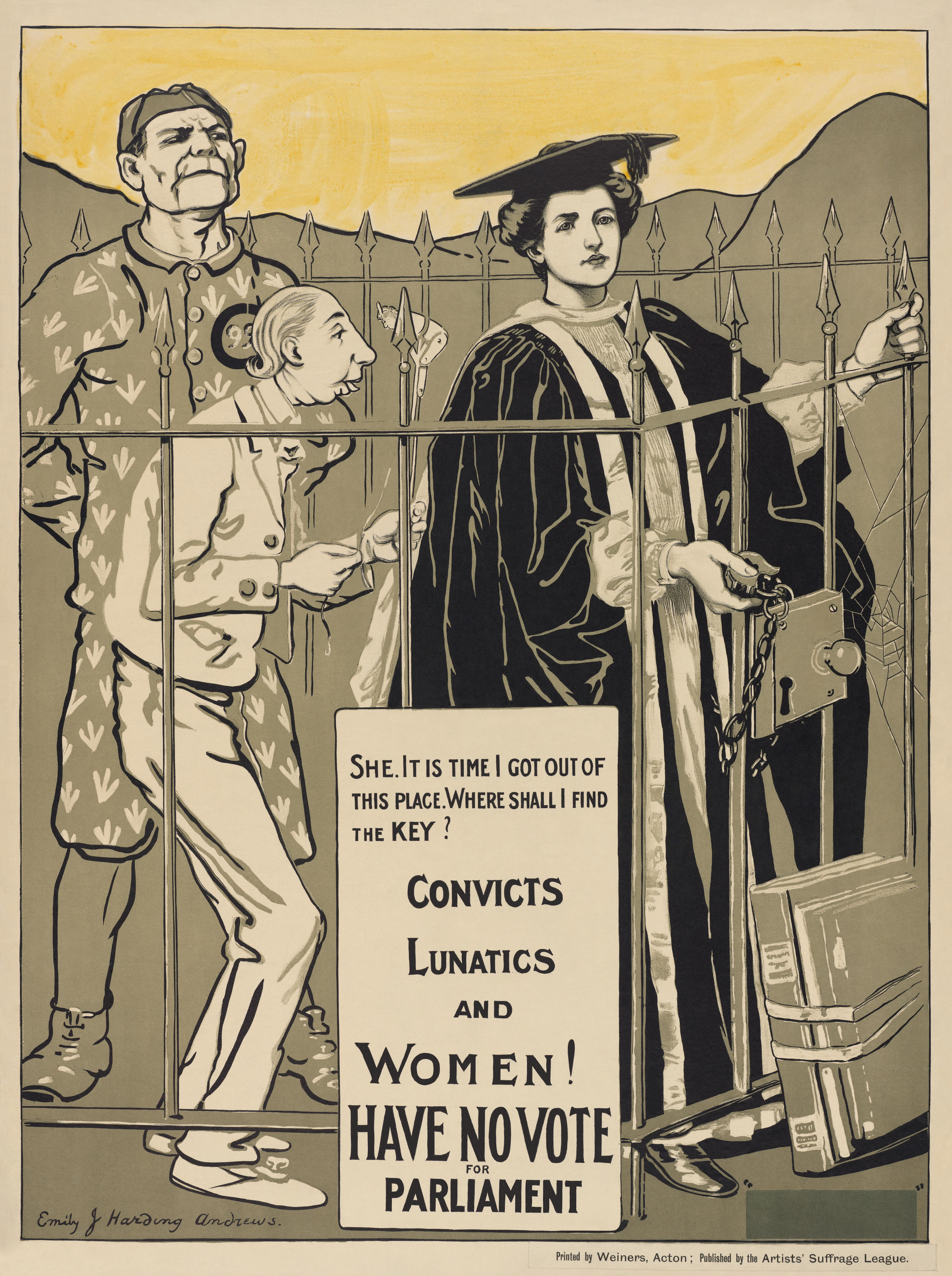
Convicts Lunatics and Women! Have No Vote for Parliament - Affiche pro-suffrage de Harding, vers 1907-1918
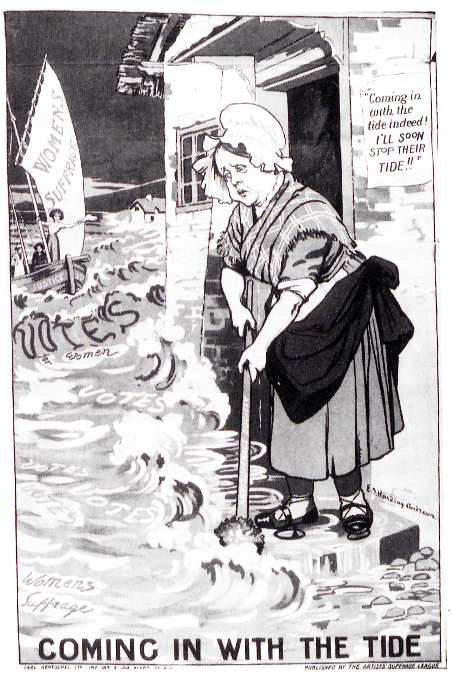
Mrs Partington
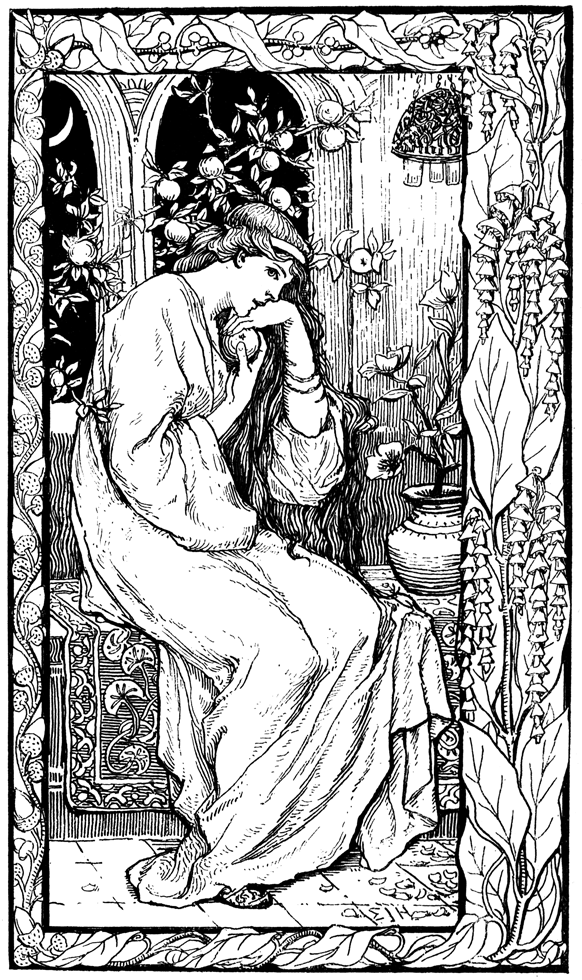
Frontispice de Slav Tales